# Blair Waldorf
Blair Cornelia Waldorf, gespeeld door actrice Leighton Meester, is een personage uit de televisieserie Gossip Girl en de gelijknamige boekenserie. Blair is een tiener uit de bovenklasse van New York.

## Boekenreeks
Wanneer haar voormalige beste vriendin Serena van der Woodsen terugkeert van een kostschool, vreest Blair niet meer het populairste meisje van school te zijn. Als Serena dan ook wilde verhalen heeft over haar afgelopen zomer, verdwijnt Blair volledig uit de belangstelling. Ze besluit dan ook eigenhandig opnieuw populair te worden door gemene roddels over Serena te verspreiden.
Op een gegeven moment ontdekt Blair dat Serena seks heeft gehad met Blairs vriendje Nate Archibald. Blair is verdrietig, maar het wordt nog erger als de jongere Jenny Humphrey Nate van Blair steelt op haar eigen verjaardag. Ook trouwt haar moeder met Cyrus Rose op die dag. Blair besluit het bij te leggen met Serena en begint steeds meer om te gaan met haar nieuwe stiefbroer Aaron Rose. Aaron is een veganist die stiekem verliefd is op Blair.
Het is Blairs droom om naar Yale te gaan als ze naar de universiteit gaat. Ze verpest echter haar intake met de universiteit wanneer ze haar hart leegstort bij de interviewer en hem vervolgens zoent. Haar vader, die een multimiljonair is, doneert een enorm som geld aan Yale, maar dit is niet genoeg om Blair toch aan te nemen. Ze wordt ook nog eens geweigerd bij Harvard, Princeton, Brown, Wesleyan en Vissar. De enige universiteit waar ze wel aangenomen wordt, is Georgetown University. Blair is uitermate gefrustreerd, omdat ze er altijd goed voor stond op school. Serena wordt echter toegelaten op al deze colleges, ondanks het feit dat ze er matig voor stond.
Blair staat er bekend om regelmatig uit huis te gaan. Eerst blijft ze een periode bij Serena, vervolgens leeft ze een tijdje in een suite van The Plaza Hotel en uiteindelijk trekt ze samen met Vanessa Abrams in een appartement in. Later verhuist ze samen met Serena naar het appartement waar Breakfast at Tiffany's (1961) werd opgenomen en trekt hierna in bij Bailey Winters East Hampton huis.
Uiteindelijk wordt Blair geaccepteerd op Yale. Tijdens de vakantie voor het eerste jaar op universiteit, gaat ze op wereldreis met Nate. Aan het einde van het laatste boek legt Blair haar lange ruzie met Serena bij. Nate verlaat hen beiden voorgoed.
In de televisieserie zijn er enkele verschillen in haar verhaallijn en trouwt ze uiteindelijk met Chuck Bass, met wie ze ook een zoon krijgt.